# Smetanas Litomyšl

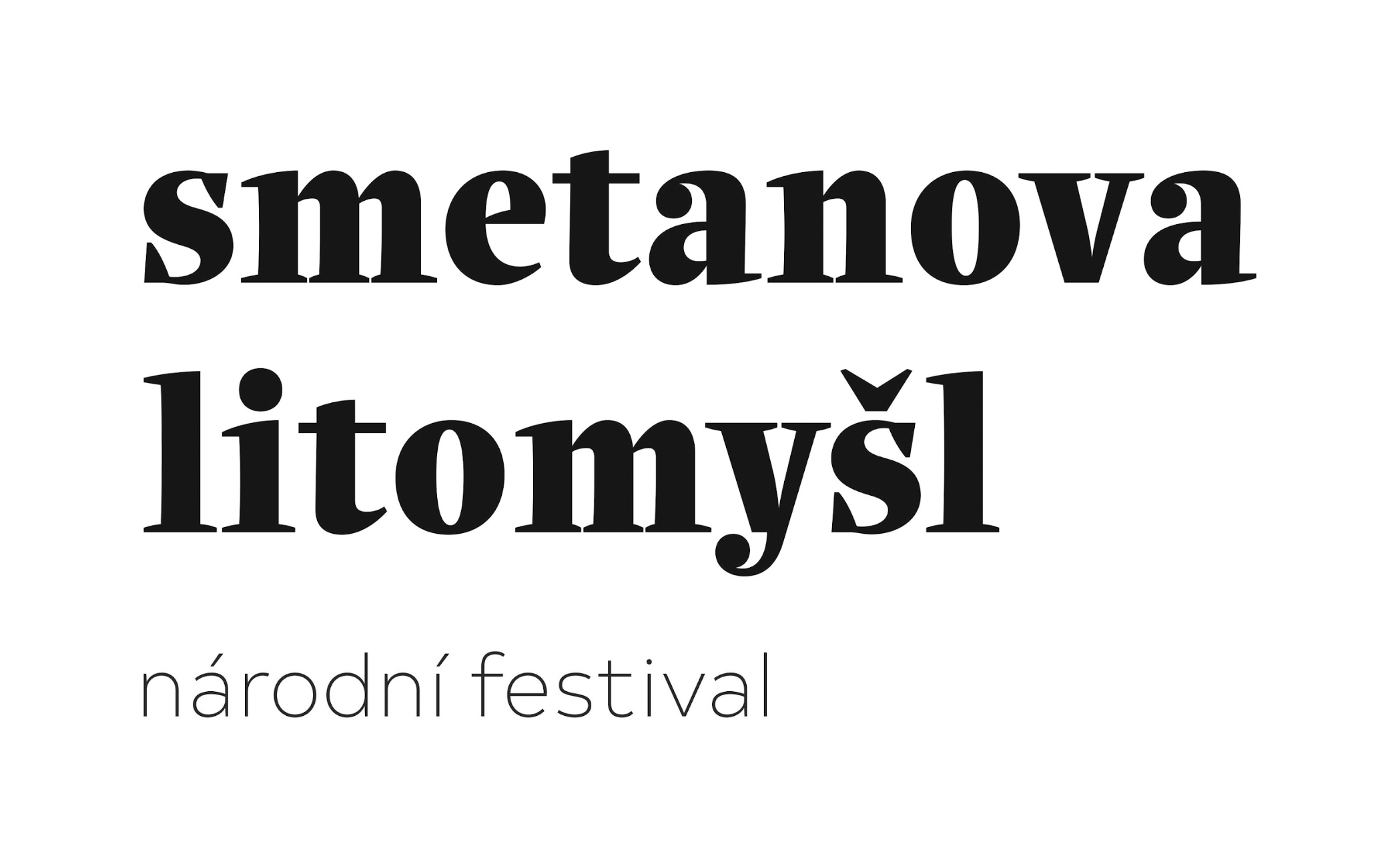
Logo des Festivals.

Musikfestival Smetanas Litomyšl (tschechisch Smetanova Litomyšl) ist ein Musikfestival in der tschechischen Stadt Litomyšl. Es ist eines der größten und renommiertesten Festivals für klassische Musik in der Tschechischen Republik.
Das Festival wurde 1949 zum ersten Mal veranstaltet und findet seither in fast jedem Jahr zwischen Ende Juni und Anfang Juli in der ostböhmischen Stadt Litomyšl statt, in der Bedřich Smetana – der erste namhafte Vertreter der tschechischen nationalen Musik – geboren wurde.
Das Festival bietet vor allem Opern und konzertante Versionen von Opern an, aber es werden auch Galakonzerte, Oratorien, Kantaten und Liederabende gegeben, all jene Formen, in denen Vokalmusik dominiert. Symphoniemusik, instrumentale oder Kammermusik gibt es auch, Ballette und Konzerte im Dom oder Promenadenkonzerte werden hier auch veranstaltet. Mitwirkende sind einerseits Gäste aus dem Ausland, in erster Linie jedoch tschechische Solisten, Ensembles und Dirigenten.

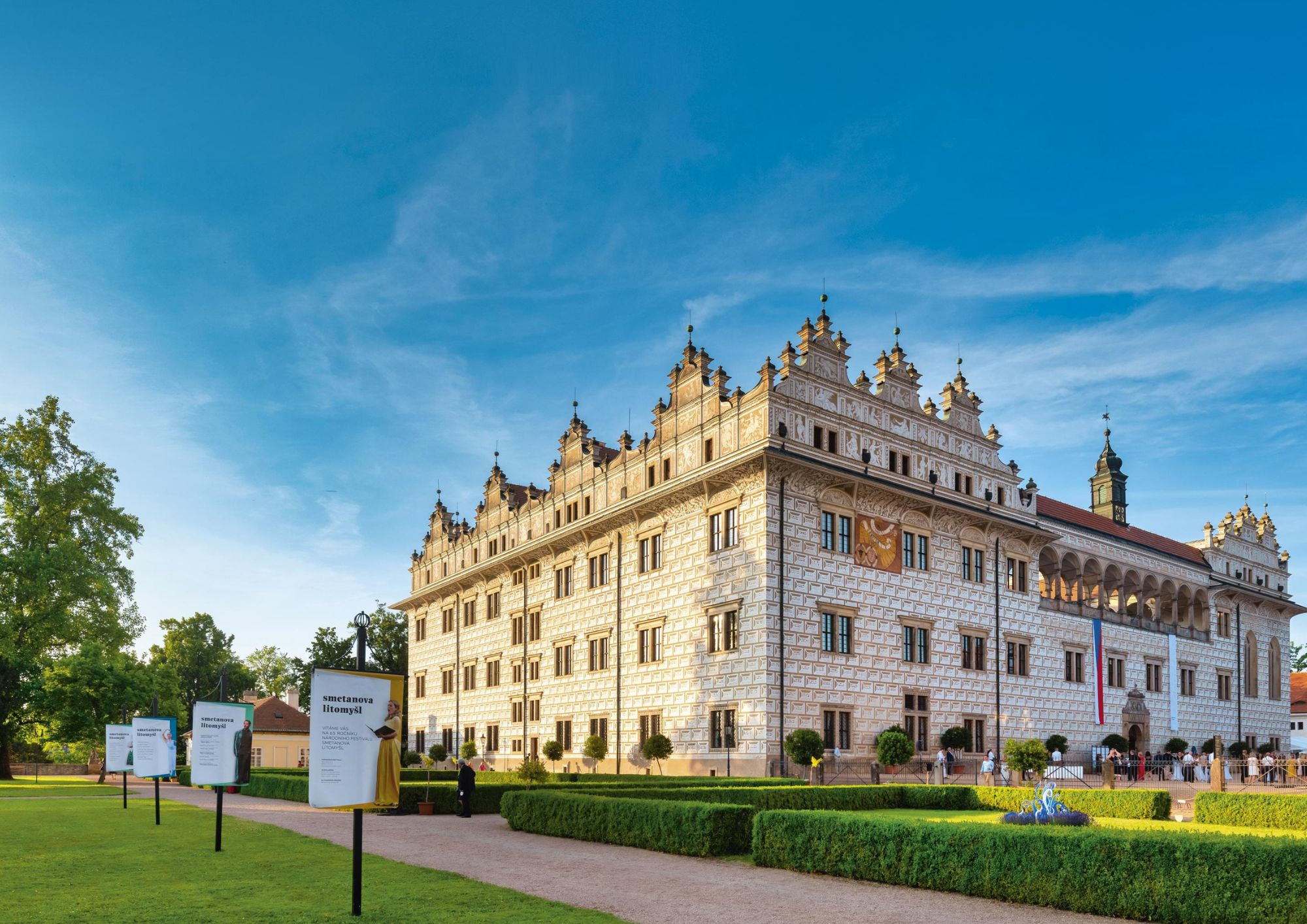
Schloss Litomyšl, die Hauptbühne des Festivals.

Der wichtigste Standort des Festivals ist direkt auf dem Gelände des Schlosses Litomyšl, das 1999 als UNESCO-Weltkulturerbe anerkannt wurde. Die Hauptveranstaltungen finden in der Regel im überdachten zweiten Hof statt, der einem Publikum von bis zu 1300 Personen Platz bietet und über eine ausgezeichnete Akustik verfügt. Weitere Veranstaltungsorte sind verschiedene Säle im Schloss, Kirchen und die Kathedrale von Litomyšl, das Smetana-Haus und eine andere ausgewählte Stadt der Region Pardubice.